# Cascades Waihīlau
Les cascades Waihīlau són unes cascades que es troben a la vall de Waimanu, a Hawaii (Estats Units d'Amèrica). És la tercera cascada més alta d'Hawaii i la 13a més alta del món, amb 792 metres d'altura.